# Manic Ears Records
Manic Ears Records war ein britisches Independent-Label, das von 1986 bis 1989 aktiv war. Das Label war auf Hardcore Punk und Grindcore spezialisiert und veröffentlichte in den fünf Jahren seines Bestehens Alben wichtiger Bands dieser Genres wie Extreme Noise Terror, Spermbirds, Ripcord und Concrete Sox.

## Geschichte
Gegründet wurde das Label im Herbst 1986 in Bristol von Shane Dabinett mit einer staatlichen Gründungsfinanzierung von 2.000 GBP. Es ging aus einem Mailorder-Versand mit dem Namen Manic Ears Distribution hervor. Der Name setzte sich aus Bestandteilen der von den Gründern dieses Versandhandels betriebenen Fanzines Manic Distributions und Ear of a Dead Man zusammen. Die erste Veröffentlichung des neu gegründeten Labels war Radioactive Earslaughter, eine Split-LP von Chaos UK und Extreme Noise Terror. Die Erstauflage betrug 1.500 Exemplare, eine weitere Auflage von 500 Stück folgte wenig später aufgrund der hohen Nachfrage. Kurz darauf übernahm Manic Ears Records den Katalog des Labels Children of the Revolution, als dessen Gründer vorhatte, dieses Label schließen zu wollen. In den Folgejahren gelang es Dabinett nicht, trotz der Grindcore-Welle in England das Label auf eine finanziell solide Basis zu stellen. Die erfolgreichste Veröffentlichung war die Kompilation The North Atlantic Noise Attack (1988), von der das Label mehr als 5.000 Exemplare absetzen konnte. Nach Streitigkeiten zwischen der beim Label unter Vertrag stehenden Band Sore Throat und Napalm Death sowie dem Skandal um Gaye Bykers on Acid, die für Manic Ears unter dem Pseudonym Rektüm ein Album und eine Single aufnahmen, schloss Dabinett das Label im Jahr 1989.